# Musculus flexor carpi ulnaris
Der Musculus flexor carpi ulnaris (lat. für „ellenseitiger Handwurzelbeuger“ oder „ulnarer Handwurzelbeuger“) ist ein Skelettmuskel und einer der oberflächlichen Beuger am Unterarm. Er ist der Leitmuskel für die Arteria, Vena und den Nervus ulnaris. Die Ansatzsehne lässt sich proximal des Erbsenbeins (Os pisiforme) leicht tasten, da sie nicht durch den Karpaltunnel zieht.
Der Muskel hat zwei Ursprünge und damit zwei Muskelköpfe
- Caput humerale (lat.: Oberarmknochenkopf)
- Caput ulnare (Ellenkopf)

Der Muskel wird vom Nervus ulnaris innerviert.

## Funktion
Der Musculus flexor carpi ulnaris beugt die Hand im Handgelenk. Beim Menschen vollzieht er aber hauptsächlich die Ulnarabduktion (Abknicken der Hand in Richtung des kleinen Fingers).
Der Muskel kann durch bestimmte Übungen gestärkt werden. Man kann einen Handgelenkstrainer (engl. wrist roller) benutzen oder Beugeübungen mit dem Handgelenk machen. Diese Übungen verhindern Verletzungen des Außenbandes des Ellenbogengelenks (Ligamentum collaterale ulnare).

## Klinik
Bei einer Vergrößerung des Muskels durch eine Mehrbelastung kann ein Kompressionssyndrom auftreten, wenn der Nervus ulnaris eingedrückt wird, da dieser zwischen den beiden Ursprüngen an Epicondylus medialis und Olecranon hindurchzieht (Kubitaltunnelsyndrom).